# Християнський метал
Християнський метал, також відомий як уайт-метал, Ісус-метал або небесний метал — хеві-метал, що вирізняється текстами пісень на християнську тему та відданістю учасників гурту християнству. Християнський метал зазвичай виконується тактичними християнами, головним чином для християн, і часто виробляється та поширюється через різні християнські мережі.
Християнські метал-гурти існують у більшості піджанрів хеві-металу, і єдиною спільною ланкою між християнськими метал-гуртами є тексти пісень. Християнські теми часто поєднуються з темами жанру, в якому коріння гурту, регулярно надаючи християнський погляд на предмет. Було стверджено, що маргінальна, але транснаціональна християнська металева субкультура надає своїм основним членам альтернативне релігійне вираження та християнську ідентичність, і що музика служить меті пропонувати позитивне повідомлення через ліричний зміст. Це не обов'язково може свідчити про прямий зв'язок або посилання на християнську віру, але часто це так.
Християнський метал виник наприкінці 1970-х як засіб євангелізації на ширшій музичній сцені важкого металу та був піонером американського гурту Resurrection Band і Barnabas, шведського гурту Єрусалим та канадського гурту Daniel Band.  У середині та наприкінці 1980-х жанри екстремального металу популяризували такі гурти, як Vengeance Rising, Deliverance, Believer і Tourniquet. Іншим християнським метал-гуртом, який мав успіх у 80-х, був американський гурт Stryper, чий альбом To Hell with the Devil розійшовся тиражем понад два мільйони копій.
На початку 1990-х років австралійський дез-метал гурт Mortification став відомим серед андерграундної метал-сцени країни. У 1993 році було засновано перший німецький християнський дез-метал-гурт Sacrificium. Гурт все ще активний. На рубежі 21-го століття ню-метал гурт POD, з двома платиновими альбомами, досяг комерційного успіху, який зрівнявся зі Stryper. Металкор гурти Underoath (2002—2018), Demon Hunter, As I Lay Dying і Norma Jean (що охрестилися журналом Revolver Magazine як «The Holy Alliance») також привернули певну увагу до руху в першому десятилітті 2000-х років досягнення рангів у Billboard 200. Між 2000-ми та 2020-ми роками християнський метал-гурт Skillet випустив два альбоми, номіновані на Греммі два альбоми отримали платиновий і подвійний платиновий статус, а також різні сингли, які отримали платиновий і золотий статус.

## Подальше читання
- Luhr, Eileen (2009). Witnessing suburbia: conservatives and Christian youth culture. California: University of California Press. ISBN 978-0-520-25594-4.
- Strother, Eric S. (2013). Unlocking the Paradox of Christian Metal Music. Lexington, Kentucky: University of Kentucky. (Doctoral Dissertation) link
- Pneuma, Esychia (2014). White Metal: Du Bruit Pour l'homme en Croix. http://www.camionblanc.com/?p=detail_livre&ID=531. {{cite book}}: Зовнішнє посилання в |publisher= (довідка)